# Hábitat para la Humanidad Guatemala
Hábitat para la Humanidad Guatemala es organización no gubernamental sin ánimo de lucro fundada en 1979, hace parte de la organización internacional Habitat for Humanity, con presencia en 16 países de América Latina y el Caribe. El objetivo de la organización es que las personas tengan un lugar adecuado donde vivir.

## Historia
Hábitat para la Humanidad Guatemala nace en 1979, como consecuencia del terremoto de 1976. Ha beneficiado a más de 700.000 guatemaltecos desde su fundación, mejorando la situación de vivienda de las personas.
La primera casa construida por Hábitat Guatemala se realizó en Aguacatán, Huehuetenango, con fecha 3 de marzo de 1980; siendo los beneficiados Francisco Mendoza Calí y familia. Gracias al trabajo realizado en este departamento, donde se concluyeron un total de 160 casas, surgen los afiliados Nororiente en Zacapa, Champerico en Retalhuleu y San Juan La Laguna en Sololá. El exitoso crecimiento de la organización hace que surja la oficina nacional, con el fin de apoyar de una mejor manera a las oficinas en el interior del país.

### Cronología
| Fecha | Acontecimiento                                                                                            |
| ----- | --- |
| 1993  | Se obtiene la persona jurídica Fundación Hábitat para la Humanidad Guatemala.                             |
| 1994  | Se hace entrega de la casa número 1.000 a nivel nacional, en el municipio de Cantel, Quetzaltenango.      |
| 1999  | Se hace entrega de la casa número 5.000 a nivel nacional, en el municipio de Salamá, Baja Verapaz.        |
| 2001  | Entrega de la casa 10.000 a nivel nacional en Champerico, Retalhuleu.                                     |
| 2003  | Entrega de la casa 15.000 a nivel nacional en Chimaltenango.                                              |
| 2007  | Entrega de la casa 25.000 a nivel nacional.                                                               |
| 2012  | Se hace entrega de la casa 35.000 a nivel nacional, esto en Jalapa.                                       |
| 2013  | Se hace entrega de la casa 50.000 a nivel nacional, esto en Usumatlán, Zacapa.                            |
| 2015  | Se hace entrega de la solución habitacional 75.000 esto en Santa Cruz Balanyá, Chimaltenango.             |
| 2017  | Se hace entrega de la solución habitacional 85.000 esto en Usumatlán, Zacapa.                             |
| 2018  | Se hace entrega de la solución habitacional 100.000 esto en la Colonia Luis Samayoa en Usumatlán, Zacapa. |

## Misión y visión

### Misión
Hábitat para la Humanidad convoca a la gente para construir viviendas, comunidades y esperanza, y así mostrar el amor de Dios en acción.

### Visión
Que todas las personas en Guatemala habiten en una vivienda adecuada. 

## Afiliados
Hábitat para la Humanidad Guatemala cuenta con diversos afiliados u oficinas en el interior del país:
- Petén.
- Alta Verapaz.
- Baja Verapaz.
  - Granados
- Quetzaltenango.
  - Coatepeque.
  - San Juan Ostuncalco.
- Huehuetenango.
  - Jacaltenango.
- Quiché.
- San Marcos.
- Totonicapán.
- Sololá.
- Chimaltenango.
- Guatemala.
- Escuintla.
- El Progreso.
- Izabal.
- Chiquimula.
- Retalhuleu.
- Suchitepéquez.
- Jutiapa.
- Santa Rosa.
  - Chiquimulilla
  - Nueva Santa Rosa
- Jalapa.